# かえで台風
『かえで台風』（かえでタイフーン）は、「ぶ〜け」（集英社刊）にて短期連載されていた、桃栗みかんの少女漫画作品。全3話。他の読切作品を同時収録しながら、単行本は全1巻発売されている。
近時期に作者が発表した『あかねちゃんOVER DRIVE』同様、少女漫画の割には男性向けのお色気シーンが見られる。単行本には「ぶ〜けデラックス」で掲載された初少女漫画の読切作品『気ままに女子高生』が同時収録されている。

## あらすじ
代々伝わる由緒正しき忍者の一族に生まれた如月楓は、父親の決めた許婚から逃れようと、一族の掟に従い、自らより強い婿を求めて里を出る。しかし、強くなりすぎた楓を待っていたのは忍者とも格闘とも無縁の高校生・服部ユースケとの出会い。ユースケの優しさに触れた楓は彼に恋をし、自分より強くなるようにお願いをする。

## 登場人物
如月楓（きさらぎ　かえで）
本作のヒロイン。某県某山中で密かに代々400年以上続く忍者の集団・如月一族の長の一人娘で、黒髪短髪の美少女。父親が決めたいとこの蓮也との結婚に反対し、「跡取りが女子の場合はその者より強い男子を婿に取るべし」という一族の掟に従って強い男を求めて里を飛び出す。自身も強い男が好きになるものとばかり思っていたが、ユースケの優しさに触れて彼に惚れてしまう。如月一族は現代でも暗躍しているので俗世との接点もあるのだが、彼女は全く里を出たことがなかった為、カルチャーギャップが激しい。性格はおてんばで乙女チック。
服部ユースケ（はっとり　ゆーすけ）
「人助けが趣味」とまで言われるほどの親切で心優しい少年で、一通りの家事もこなす。実家は空手道場を営んでいるものの、自身は幼い頃にやめておりケンカには弱い。楓が強い事に気付かぬまま、彼女が破った道場のお礼参りから身を挺（てい）してかばう。楓と両想いである事には嬉しいものの、彼女より強くならなければならないという現状に困惑している。
如月玄舟（きさらぎ　げんしゅう）
楓の父親で、如月家の現当主。楓とは彼女のいとこの蓮也と結婚させるつもりでいたが、彼女が蓮也を嫌って里を出た為、手を焼いている。ただし、自身も婿養子であり、先祖が決めた一族の掟を厄介とも言っており、楓にも一定の理解を示し、三郎を使って今しばらく様子を見る事にする。楓が惚れたという男に興味を示す。
三郎（さぶろう）
楓の教育係を務める忍者で、玄舟の命で彼女の下へ行く。立場上命令には従うが、彼女の理解者である。長髪の美男子でユースケにはヴィジュアル系と称される。俗世で手に入れたのかコンタクトレンズを所持しており、それがユースケとの決闘の敗因になってしまう。
蓮也（れんや）
玄舟が決めていた楓の許婚で、彼女のいとこ。楓には嫌われており、「性悪小僧」と言われているが、（楓自身は否定するものの）彼女が避けるほどに実力は高い様。瞳を覗かせた事はあったが、結局素顔は一度も描かれなかった。部下に時雨、武蔵がおり、ユースケの元へ彼らを刺客として放つ。
武蔵（むさし）
蓮也に仕える忍者で、非常な巨体の暴食漢。以前に一度楓と戦って敗北していたが、楓との結婚を夢見ており、再び彼女に戦いを挑む。しかし、行き倒れになっていた所を助けてもらった恩人であるユースケが楓と両想いと知って、出家して身を引く事にする。日本語が喋れないのか、「ウガウガ」と喋る。如月一族の者はその意味が理解できる模様。
時雨（しぐれ）
武蔵と同じく蓮也に仕える忍者。黒髪長髪で、顔には向こう傷があり、口元を頭巾で隠している。蓮也一筋早7年で、ホモの気がある。蓮也の命に従い、ユースケの実力を探るために決闘を挑み、ボコボコに倒すものの三郎によって人違いと誤魔化される。更に公園の噴水を破壊して器物損壊罪で警察に連行され、弁償代を稼ぐ為に遠洋マグロ漁船へ乗り込む羽目になる。

## 同時収録作品
気ままに女子高生
作者の少女漫画誌デビュー作。高校生・森村陽一は母親・いずみの生活の不摂生を注意したところ、風邪薬をちゃんぽんしたいずみが若い頃の美しい姿に戻ってしまい、面白半分で彼の高校へ入学してしまう。彼には彼女がいるものの、若返った母親の姿にドキドキしてしまうのだった。